# Fäbodsjön (Nätra socken, Ångermanland)
Fäbodsjön är en sjö i Örnsköldsviks kommun i Ångermanland och ingår i Nätraån-Ångermanälvens kustområde. Sjön har en area på 0,112 kvadratkilometer och ligger 4,3 meter över havet. Sjön ligger på Södra Ulvön

## Delavrinningsområde
Fäbodsjön ingår i det delavrinningsområde (699055-164368) som SMHI kallar för Rinner till N Höga kustens kustvatten. Medelhöjden är 25 meter över havet och ytan är 5,84 kvadratkilometer. Det finns inga avrinningsområden uppströms utan avrinningsområdet är högsta punkten. Avrinningsområdets utflöde mynnar i havet, utan att ha någon enskild mynningsplats.

## Galleri

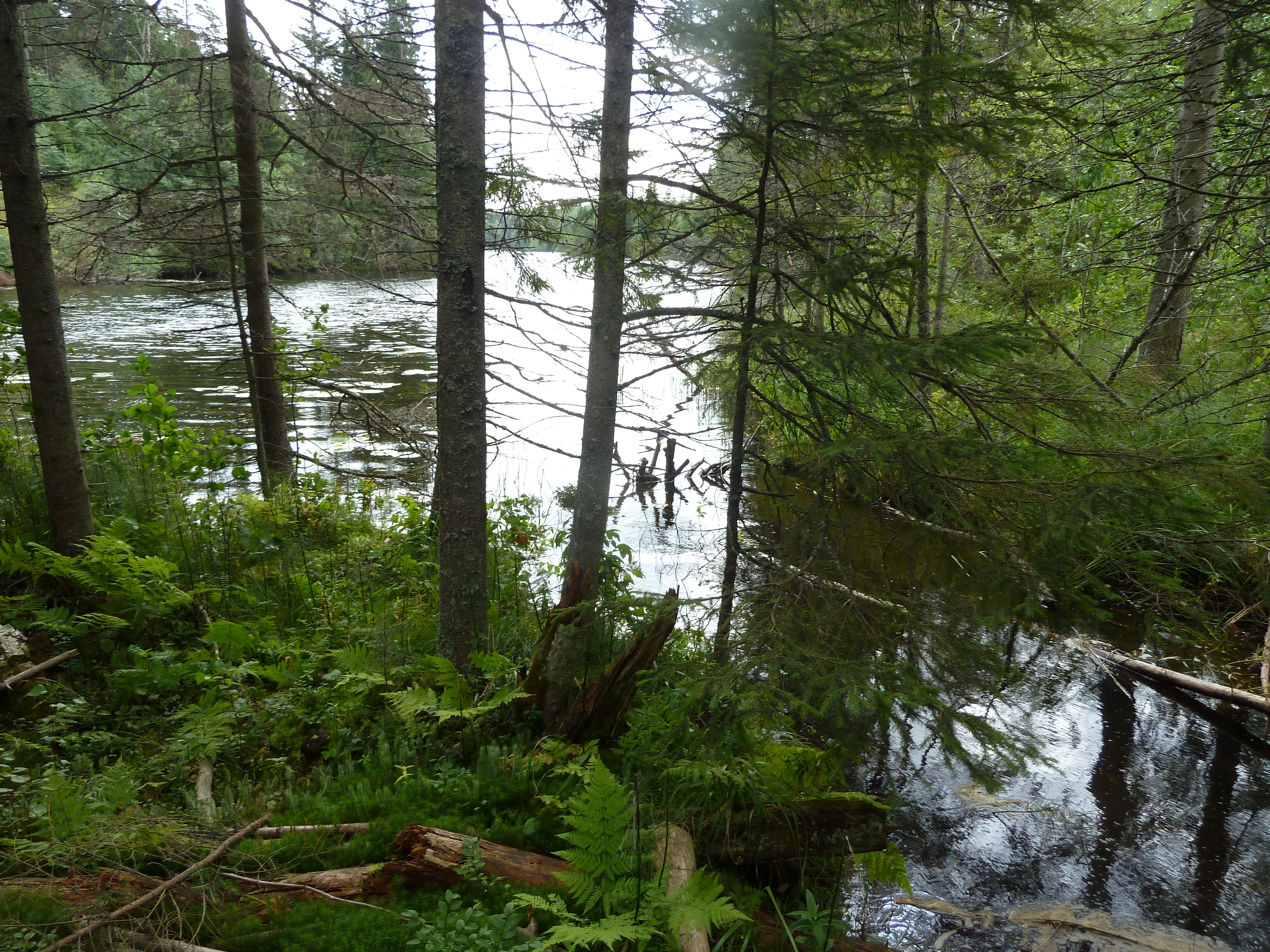
Fäbodsjöns utflöde.
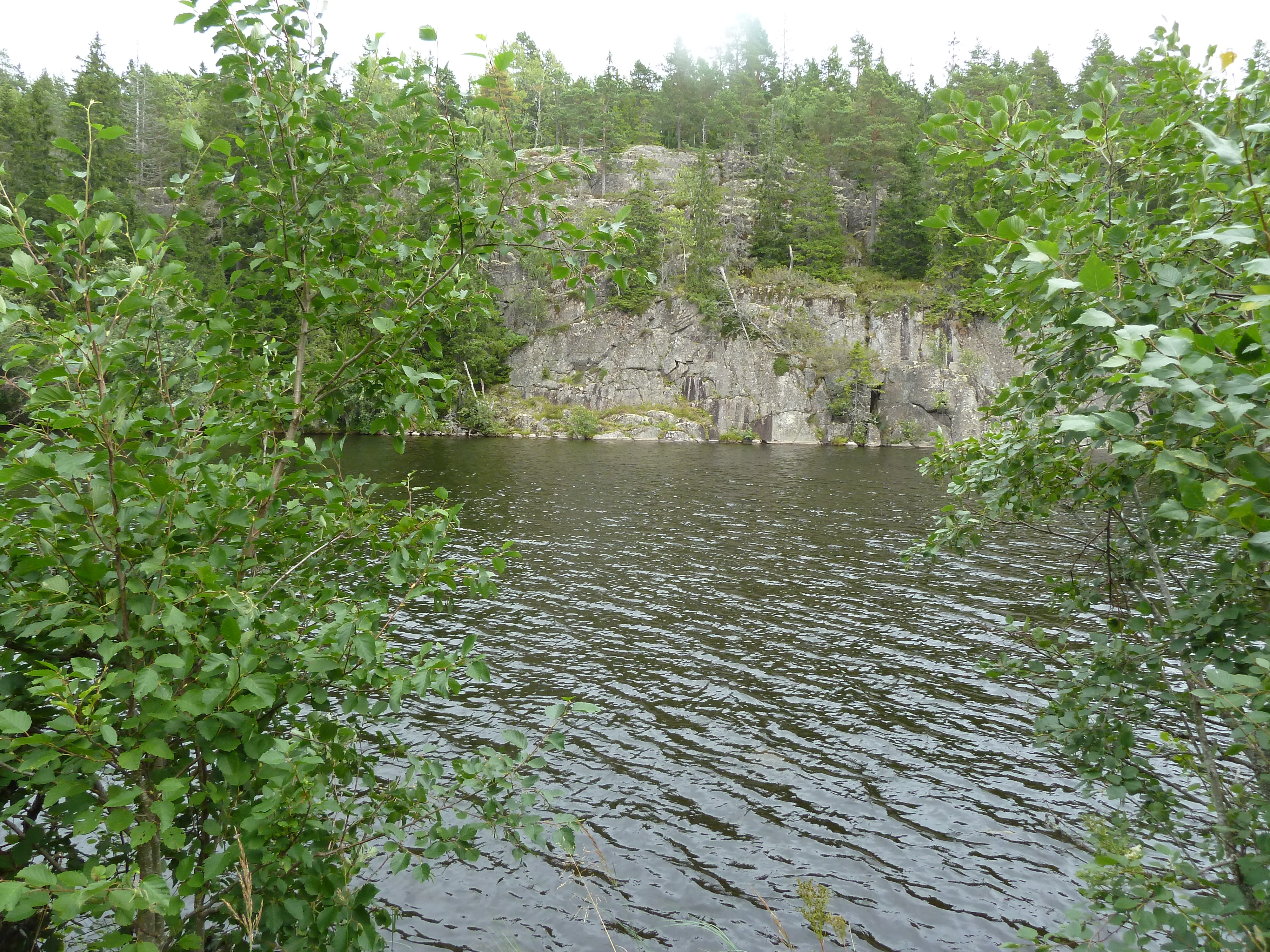
Sjöns klippiga strand.
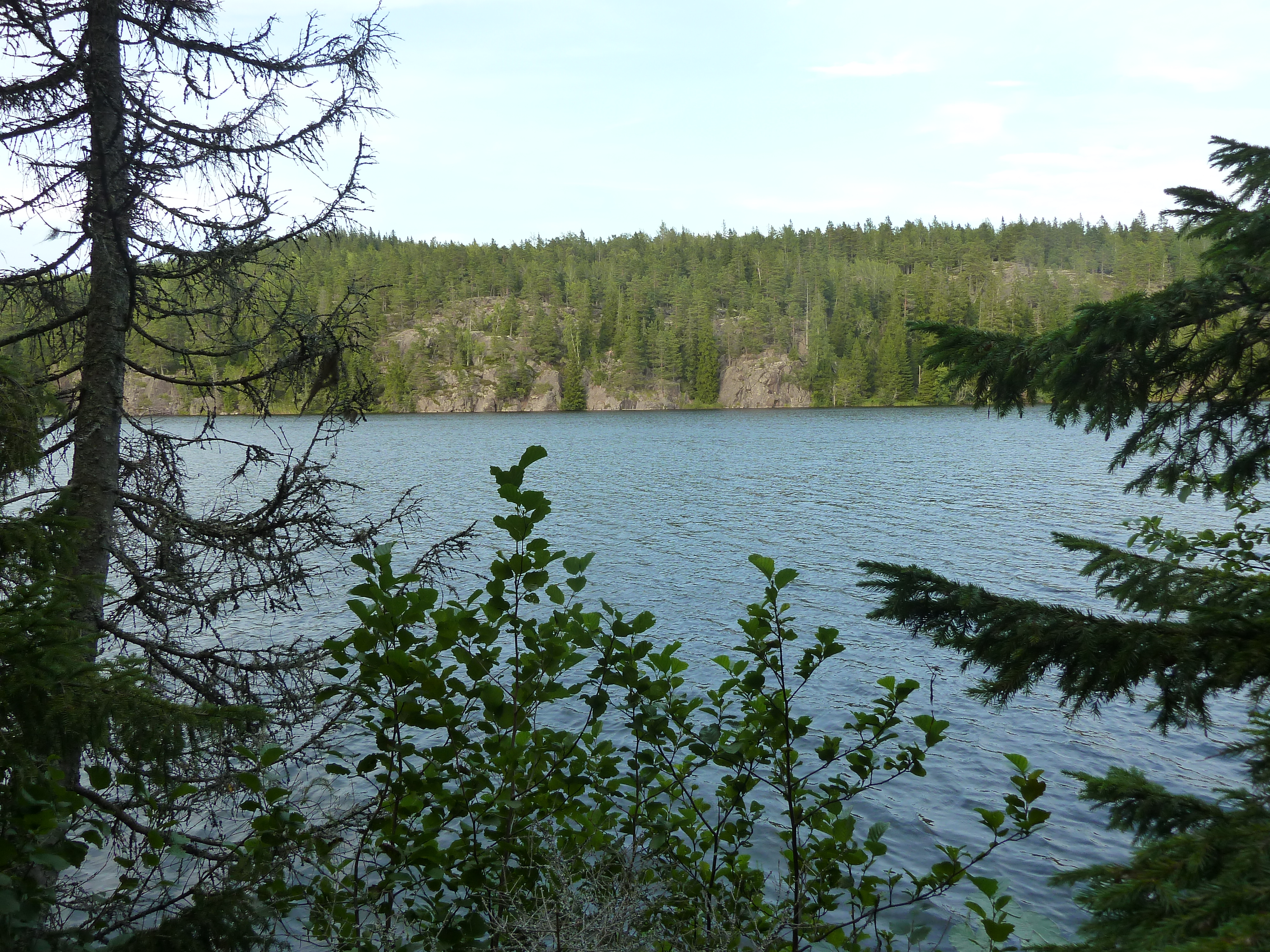
Sommaren 2013.
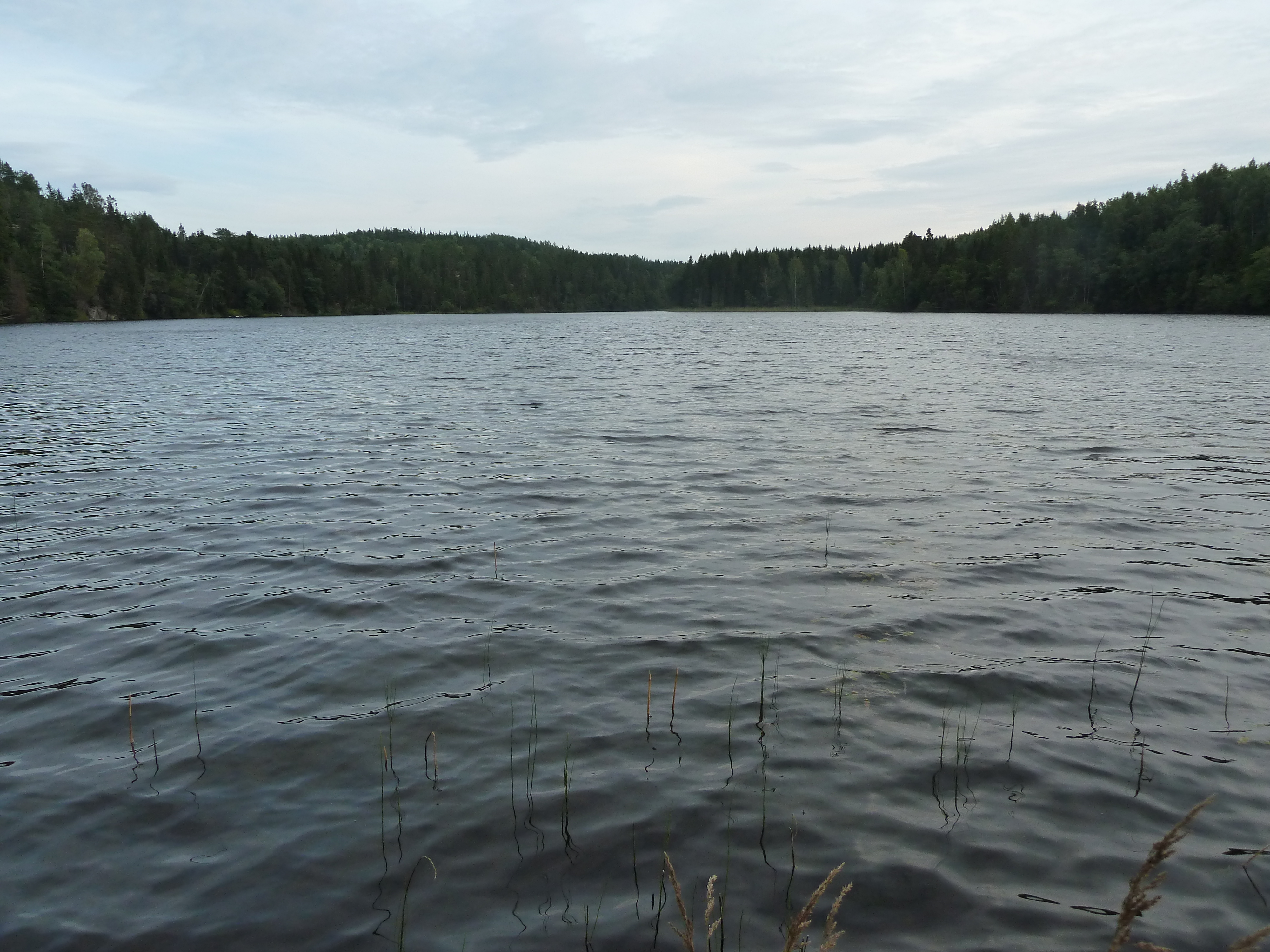
Foto som visar hela sjöns längd.